# Olearia traversiorum
Olearia traversiorum, the "Chatham Island akeake", or "Chatham Island tree daisy" là một loài thực vật có hoa thuộc họ Asteraceae.
It is endemic on the Chatham Islands (New Zealand).
It is also known under the synonym O. traversii
It is grown in other areas with mild oceanic climates such as Scotland.

## Footnotes
1. ↑  Olearia traversiorum Lưu trữ ngày 27 tháng 9 năm 2011 tại Wayback Machine on New Zealand Plant Conservation Network (NZPCN)
2. ↑  “Gondwanan Plants What Are They and Why Grow Them in Britain? – Garden Cottage Nursery/Gondwana”. Bản gốc lưu trữ ngày 29 tháng 4 năm 2009. Truy cập ngày 19 tháng 10 năm 2010.

## Literature and sources
- de Lange, P.J. 1998. Olearia traversii. 2006 IUCN Red List of Threatened Species.  Truy cập ngày 20 tháng 7 năm 2007.